# مي الطوخي
مي الطوخي (مواليد 17 أغسطس 1977) هي مخرجة أفلام دنماركية - مصرية، أشتهرت لإخراجها فيلم ملكة القلوب.

## روابط خارجية
- مي الطوخي على موقع IMDb (الإنجليزية)
- مي الطوخي على موقع ألو سيني (الفرنسية)
- مي الطوخي على موقع قاعدة بيانات الفيلم (الإنجليزية)